# The Way of the Exploding Fist
The Way of the Exploding Fist (дословно с англ. — «Путь взрывающегося кулака») — компьютерная игра 1985 года в жанре файтинг. Была разработана Beam Software. Автор Грегг Барнетт (Gregg Barnett). Изначально была разработана для персонального компьютера Commodore 64 и выпущена издательством Melbourne House в июне 1985 года. Игра пользовалась большим успехом и вскоре была портирована на компьютеры Amstrad CPC, ZX Spectrum, BBC Micro, Acorn Electron и Commodore 16. Идея игры изначально базировалась на аркадном автомате Karate Champ выпущенном годом ранее компанией Data East.
Название игры обыгрывает название Джиткундо, бойцовского метода разработанного Брюсом Ли. Имя метода переводится с китайского как «Путь опережающего кулака».

## Игровой процесс
Игроку представляется возможность принять участие в кумитэ — серии матчей карате один-на-один, под наблюдением старого мастера, присутствующего в качестве наблюдателя всех поединков. Цель игрока победить оппонента. После победы игрок переходит на следующую, более сложную стадию. В отличие от многих современных файтингов, в игре нет шкалы здоровья игрока. Вместо этого применена система шобу нихон кумитэ, которая достаточно часто используется для оценки боев традиционных стилей карате. За каждый точно нанесенный удар игрок получает один знак тайцзи. За удар нанесенный недостаточно точно игрок получает половину тайцзи. За недостаточную активность игрока половина тайцзи может быть присуждена его оппоненту. Матч считается законченным когда один из оппонентов получает два полных знака тайцзи.
Управление игрой осуществляется с джойстика или клавиатуры. Используется четыре клавиши направления и кнопка «огонь». Различными комбинациями клавиш игрок может осуществить 18 различных приемов и движений. Допускаются простые движения, высокие прыжки, разные формы ударов, а также блоки и уклонения. Игра поддерживает игру в режиме одного игрока, где в качестве оппонента выступает компьютер, так и в режиме двух игроков, где игроки сражаются друг с другом. По мере прохождения стадий в игре меняется задний фон, иллюстрирующий смену окружений боя.

## Прием
Игра была очень тепло принята как игроками, так и критиками. The Way of the Exploding Fist стала самой продаваемой игрой месяца. Журнал Zzap!64 поставил игре оценку в 93 %. Почти аналогичный рейтинг был присужден журналом CRASH — 92 %. Sinclair User наградил игру пятью звёздами из пяти. The Way of the Exploding Fist получила награду Golden Joystick Awards в номинации игра года, а издатель Melbourne House удостоился звания Best Software House.
В виду исключительной популярности игры было ожидаемо увидеть продолжение серии. Игра Fist 2: The Legend Continues вышла в 1986 и в отличие от оригинала оказалась скролл-платформером. Тем не менее бой с врагами проходил по схеме один на один. Следующая игра серии Exploding Fist + (также известна как Fist+) вернула серию в прежнее русло. Третья часть игры вновь представлена в виде чистого файтинга. При этом, следуя идее International Karate +, в бою одновременно участвует три каратиста, а в игру могут играть до трёх игроков одновременно.